# Lucho Gatica
Luis Enrique Gatica Silva (Rancagua, 11 augustus 1928 – Mexico Stad, 13 november 2018) was een Chileens bolerozanger, filmacteur en tv-presentator. Er wordt geschat dat hij meer dan 90 liedjes opgenomen heeft.

## Biografie
Lucho Gatica ging naar school in het Instituto O'Higgins. Hij zong samen met zijn broer, Arturo Gatica.
Gedurende de jaren vijftig van de 20e eeuw verschoof de Chileense muzieksmaak van de tango naar de bolero. Artiesten als Olga Guillot uit Cuba, de Argentijnse Leo Marini en Elvira Ríos uit Mexico, waren zeer populair in die periode. Ook Xavier Cugat en zijn orkest, dat ook Puertoricaanse muzikanten zoals Bobby Capó bevatte. Deze artiesten zouden Gatica's muziek beïnvloeden.
Gatica's eerste grammofoonplaat in 1951, Me Importas Tú (Je bent belangrijk voor me) werd een megahit in heel Zuid-Amerika en opende vele deuren voor Gatica. Deze werd opgevolgd door Contigo en la Distancia (Met jou in de verte). Gatica nam zijn versie van Consuelo Velázquez's Bésame Mucho (Kus me vaak) op in 1953, het jaar waarin hij nog 2 meer albums opnam, Las Muchachas de la Plaza España (De meisjes van het Spaanse plein) and Sinceridad (Oprechtheid). Het daaropvolgende jaar werd zijn hit "Sinceridad" uitgebracht.
In 1957 vertrok Gatica naar Mexico, een land dat zeer belangrijk in zijn leven zou worden. In Mexico bracht hij No me Platiques Más (Praat niet meer tegen me), Tú me Acostumbraste (Je maakte me het gewoon) en Voy a Apagar la Luz (Ik doof het licht), dat in 1959 werd uitgebracht.
In 1956 werden Gatica's liedjes voor het eerst opgenomen op een LP formaat in Noord-Amerika door Capitol Records ('Capitol of the World' series). In 14 maanden werden drie albums uitgebracht door Capitol. De derde van deze groep was "El Gran Gatica", met liedjes als as "Somos", "Sabrá Dios", en "Si Me Comprendieras". Een van de drie Lucho Gatica albums uitgebracht in 1958 was een greatest hits compilation; het derde werd Envenenados (Vergiftigd) genoemd. Hij nam ook het liedje "Encadenados" ("Geketend (zijn we)").
Na zijn aankomst in Mexico veranderde het persoonlijke leven van Gatica ingrijpend. Hij besloot zich er permanent te vestigen, en huwde de Puertoricaanse actrice Mapita Cortés, die al een beroemdheid was in Mexico (en Puerto Rico), en ook in Mexico woonde. Het echtpaar kreeg vijf kinderen. Begin jaren tachtig verliet Gatica vrouw en kinderen, trok naar de Verenigde Staten en hertrouwde met een Amerikaans model Diane Lane Schmidt, met wie hij een dochter kreeg. Dit huwelijk hield niet lang stand en in 1987 hertrouwde hij met de veel jongere Leslie Debb met wie hij ook een dochter kreeg. Een van de laatst bekende uitgaves van Gatica was in 1963: Recuerdos de Amor (Herinneringen aan de Liefde).
Zijn zoon Luis Antonio Gatica Cordero (1961) was in de jaren tachtig een tv-persoonlijkheid en een rockster en een andere zoon, Alfredo Gatica Cordero (Alfie), werd actief in de muziekindustrie. Lucho Gatica is de oom van muziekproducent Humberto Gatica.
Voor zijn muziekopnamen kreeg hij een ster op de Hollywood Walk of Fame.
Gatica overleed in 2018 op 90-jarige leeftijd in Mexico.
- Biblioteca Nacional de España: XX885280
- Bibliothèque nationale de France: cb13825866q (data)
- Gemeinsame Normdatei: 1057316547
- International Standard Name Identifier: 0000 0000 5951 2896
- Library of Congress Control Number: n93114014
- MusicBrainz: 3af51422-2d4d-484b-8c25-0f3b42255cc6
- Nationale Bibliotheek van Tsjechië: xx0031689
- Virtual International Authority File: 76498839
- WorldCat: E39PBJqFQQrR4dFFWDTd9kgFrq